# Sergio Vallín
Sergio Vallín Loera (26 de maio de 1972 na Cidade do México), é um músico mexicano e guitarrista do grupo conterrâneo Maná. Aos dez anos de idade muda-se com sua família para Aguascalientes, capital do estado mexicano homônimo.

## Biografia

### Iniciação musical e entrada para o Mana
Recém chegado a Aguascalientes, teve seu primeiro contacto com a música quando começou a fazer parte de uma agrupação de estudantes local. Da mesma forma, desde os dez anos de idade começou a sentir-se atraído por grupos como os Beatles, os Rolling Stones e os Doors. Aos 13 anos, recebeu seu primeiro "cachê" como músico, quando começou a dar aulas particulares de guitarra a jovens de sua idade. Quatro anos mais tarde forma, junto com seus irmãos Rocío e Fernando Vallín (atualmente o segundo guitarrista de Maná), o grupo musical "Wando", que chegou a ganhar o primeiro lugar no Concurso de Valores Juvenis Bacardi, no ano de 1993.
Durante um concerto de Luis Miguel, Sergio conheceu o guitarrista Kiko Cibrián, a quem dá uma cópia de uma fita "demo" de guitarra. Kiko passa-a a José Quintana, e, de mão em mão, chega a Fher Olvera, vocalista do Maná, que havia ficado sem guitarrista depois da partida de César "Vampiro" Lopes. Olvera o chama para uma audição e o escolhe. Desde 1994, Sergio Vallín faz parte oficialmente da banda Maná.

### Estreia solo
Sergio apresentou, em 2009, um álbum-conceito que leva o título de Bendito entre as mulheres; um disco no qual se faz acompanhar por vozes femininas como a brasileira Ivete Sangalo. Esse projeto foi realizado especialmente e em sua totalidade pelo próprio Vallín, que compôs e fez os arranjos de todos os temas do disco.
O primeiro single promocional chamou-se "Sólo tu", em companhia de Raquel del Rosario, e foi lançado pelas emissoras de rádio no México e em grande parte do mundo no dia 10 de agosto de 2009. Sob a produção de Vallín e Sebastián Krys, o álbum Bendito entre as mulheres foi gravado nos meses de maio, junho e julho de 2009 em Los Angeles e ficou disponível a nível mundial em setembro do mesmo ano.

## Discografia

### Solo
- 2009: Bendito entre las mujeres
- 2021: Microsinfonías